# Pfarrei-Mitarbeiter von Christkönig
Die Pfarrei-Mitarbeiter von Christkönig (lateinisch Congregatio Cooperatorum Paroesialium Christi Regis, Ordenskürzel CPCR) sind eine internationale Kongregation päpstlichen Rechts. Ihr gehören Kleriker und Ordensbrüder an.
Der Gründer dieser Ordensgemeinschaft war der katalanische Jesuitenpater Francisco de Paula Vallet y Arnau (1883–1947). Er versammelte 1923 Gleichgesinnte um sich. Sie lebten und beteten nach den Regeln des heiligen Ignatius von Loyola und beabsichtigten, die geistlichen Übungen in den Pfarrgemeinden zu intensivieren. Am 3. Mai 1928 gründete Pater Vallet die erste Gemeinde. Die päpstliche Anerkennung erhielt die Ordensgemeinschaft am 23. Juni 1979 von Papst Johannes Paul II. Als vorrangige Aufgabe möchte die Kongregation die Evangelisierung von Erwachsenen vorantreiben.
2005 zählte die Ordensgemeinschaft 71 Mitglieder, von denen 30 Priester waren. Sie sind auf acht Häuser verteilt und haben Abordnungen in Afrika, Argentinien, Chile, Frankreich, Spanien, Schweiz und Uruguay. Das Generalhaus mit dem Generalsuperior Hernán Jorge Pereda hat seinen Sitz in der Nähe von Madrid.